# Hong Kum-song
Hong Kum-song est un footballeur international nord-coréen, évoluant au poste de milieu de terrain.

## Biographie
Hong Kum-song est l'un des premiers joueurs nord-coréens à quitter son pays pour l'Europe. En compagnie de Ri Myong-jun, il est transféré en 2009 dans le club letton de Dinaburg FC où il joue 16 rencontres et marque deux buts. La fin de saison est agitée puisque le club est reconnu coupable de matchs truqués et doit quitter l'élite du football letton. Le milieu de terrain est transféré, toujours avec Ri Myong-jun au FC Daugava où il réalise une honnête saison : 15 matchs, 1 but. Il a également l'occasion de disputer quatre rencontres de Coupe d'Europe puisque le Dinaburg FC est engagé en Ligue Europa 2009-2010, compétition qu'il quitte au second tour préliminaire face au club israélien de Bnei Yehoudah. La suite de sa carrière est inconnue à la suite de son passage par le FC Daugava.
En décembre 2012, Hong est appelé pour la première fois au plus haut niveau international par Yun Jong-su afin de participer au second tour de la Coupe d'Asie de l'Est 2013 à Hong Kong. Le jeune milieu de terrain dispute trois rencontres avec sa formation : contre Taïwan, face à Guam et enfin contre Hong Kong. Dans la foulée, il prend part à la King's Cup 2013 organisée au mois de janvier à Bangkok en Thaïlande. Il inscrit son premier but à l'occasion de la rencontre inaugurale de la compétition, face à la Suède, un match finalement perdu à l'issue de la séance de tirs au but. Il joue également le match pour la troisième place, finalement partagée avec la Thaïlande, après un nouveau nul sur le score de deux buts partout.